# Handelspost Juda
Handelspost Juda, uitgegeven in 1981, is het derde deel van de zevendelige stripreeks De kinderen van de wind, een stripverhaal gemaakt door François Bourgeon.

## Inhoud
De hoofdpersonages zijn aan boord van de Marie-Caroline, een slavenschip onder bevel van kapitein Boisboeuf. De zeereis brengt hun voor de kust van West-Afrika in het koninkrijk Dahomey (nu Benin). Hier gaat het schip voor anker om slaven te kopen en de voorraden aan te vullen.

## Publicaties
Uitgeverij Oberon bracht de eerste delen van deze reeks snel achter elkaar op de markt. De eerste druk verscheen in 1981 uitsluitend met harde kaft. Pas met de herdruk in 1990 volgde een uitgave met slappe kaft. In 1995 werd de hardcover herdrukt, waarna de reeks werd overgenomen door uitgeverij Casterman. In 2009 nam 12bis het gehele fond van Bourgeon over van Casterman.